# Rude Awakening (Megadeth)
Rude Awakening è un doppio "best-live" CD che la thrash metal band statunitense Megadeth ha pubblicato nel 2002.

## Tracce

### Disco 1
1. Dread And The Fugitive Mind
2. Kill The King
3. Wake Up Dead
4. In My Darkest Hour
5. Angry Again
6. She-Wolf
7. Reckoning Day
8. Devil's Island
9. Train Of Consequences
10. A Tout Le Monde
11. Burning Bridges
12. Hangar 18
13. Return To Hangar
14. Hook In Mouth

### Disco 2
1. Almost Honest
2. 1000 Times Goodbye
3. Mechanix
4. Tornado Of Souls
5. Ashes In Your Mouth
6. Sweating Bullets
7. Trust
8. Symphony Of Destruction
9. Peace Sells
10. Holy Wars... The Punishment Due

## Formazione
- Dave Mustaine - chitarra e voce
- David Ellefson - basso
- Al Pitrelli - chitarra
- Jimmy DeGrasso - batteria